# Distractions
Es el décimo cuarto episodio de a serie de televisión estadounidense Héroes.

## Trama
Hiro y Ando tienen que hacerle frente a Kaito Nakamura, quien se encuentra molesto por la irresponsabilidad de Hiro, además de quererlo para dirigir la empresa Yamagato en su lugar, pero cuando Hiro hace mención sobre su misión de salvar al mundo, Kaito en un intento de que su hijo no cometa errores absurdos rompe la pintura de Hiro, y le ordena que regrese a Japón, Hiro algo desanimado mantiene una conversación con su hermana Kimiko quien le dice que la reputación de su padre quedó arruinada al no poder controlar a su propio hijo, Hiro entonces se le ocurre una idea, haciendo mención de sus futuros planes como director de Yamagato, hecho que enfurece a Kimiko y la hace gritarle a Hiro sobre grandes ideas, Hiro entonces le declara a su padre que Kimiko es la heredera que busca y la mejor indicada para el puesto de director de Yamagato, Kaito algo disgustado acepta, mientras Hiro y Ando se preparan para irse. 
Niki comienza su terapia de doble personalidad, sin embargo ella temerosa del daño que Jessica pueda causar se resiste, pero la Dra. Whiterson la persuade de que prosiga, durante la terapia Niki cuanta sobre su pasado y su relación con Jessica, acto seguido Jessica se apodera de Niki y lastima severamente ala Dra. Whiterson, más tarde Niki es visitada por Aron Malsky quien le asegura que ya no se le acusa de nada, una vez que regresa a su hogar, se revela que Jessica aun retiene el control sobre su cuerpo. 
Claire y Zach planean visitar a Meredith, tras haber inventado una visita falsa al zoológico, Claire finalmente se reúne con su madre biológica, quien le confiesa todo lo que hizo tras su aparente perdida, Claire le pregunta a su madre sobre su padre, pero Meredith se muestra algo incomoda, sin embargo Claire recorre el tema y le muestra su habilidad a Meredith, y Meredith le enseña sus poderes pyrokinéticos, una vez que Claire obtiene algunas respuestas que buscaba, se marcha a su hogar, en donde ella es regañada por su madre quien asegura que ella llamo ala escuela y le informaron sobre su falta reciente, Claire confundida entonces se da cuenta de que el haitiano le ha borrado su memoria. 
Isaac recibe la visita de Simone quien ya no quiere utilizar su llave, pero Isaac le dice que ha intentado localizar a Peter con sus habilidades y sin éxito alguno, posteriormente durante la segunda visita de Simone Isaac la persuade de cenar con él y contemplar la puesta de sol en el edificio Deveux. 
Noah es atacado por Sylar quien de alguna manera ha resucitado y acto seguido encierra a Noah en la celda, mientras se dirige a matar a Claire, sin embargo ahí solo encuentra a Sandra Bennet momentos después de haberle cedido a Claire el permiso para ir al “Zoológico”, pero Sylar manteniéndose persistente, insiste en ganar tiempo asegurando idolatrar a Noah y mencionar una obsesión por Claire, Sandra empieza a desconfiar de Sylar e intenta escapar pero Sylar la ataca y se prepara para asesinarla, pero para sorpresa de Sylar, Noah aparece con el haitiano, rescatando a Sandra, momentos después Noah se asegura de borrarle la memoria a Sandra sobre todos los acontecimientos sucedidos. 
Peter continúa siendo probado por Claude, quien se da cuenta de que Peter es muy empatico con las personas, razón por la cual las llama “distracciones”, e intenta probar si Peter puede sacar sus poderes voluntariamente sin la fuente cerca, abandonado a Peter con un bolso robado, más tarde Claude intenta hacer olvidar a Peter de las personas que le importan en este caso Simone, enseñándole como esta contempla una puesta de sol con Isaac, posteriormente Peter se molesta con Claude por todo lo que le ha hecho pasar, pero Claude aun intentando probarlo lo lanza de un edificio de 30 pisos, lo que lo hace caer en un taxi, pero este sobrevive cuando recuerda a Claire y comienza a sanar, una vez que Peter se da cuenta de que no necesita borrar a esas personas si no recordarlas, Peter comienza liberar sus poderes des controladamente hasta que Claude lo noquea.
Meredith en su remolque, hace una llamada telefónica en donde le asegura ala otra persona que su hija sigue viva, la cámara entonces nos revela que se trata de Nathan Petrelli.
- Datos: Q1416307